# Film Színház Muzsika
A Film Színház Muzsika kulturális, képes hetilap volt, amely 1957-től 1990-ig jelent meg. 1996-ban Film Színház Muzsika Televízió, majd Film Színház Muzsika Kultúra címmel havilapként újraindult, de ilyen formában már nem volt hosszú életű: 6–7 szám után mindkettő megszűnt.
A folyóirat elsősorban a hazai színházi, filmes és zenei élet eseményeiről tájékozatta olvasóit, színészekkel, előadásokról, forgatásokról készült riportokkal, hírekkel, színikritikákkal, színháztörténeti tárgyú cikkekkel, melyeket bőséges fényképanyag egészített ki. Külföldről kezdetben főként filmhíreket hoztak, később nyitottak a zenei és színházi élet felé, egyre bővebb fényképes beszámolókkal. Az újságban versek, novellák is megjelentek, az első évfolyam pedig színdarab-mellékleteket is tartalmazott. Híresen erős kritikai rovata volt.
Tömeglap létére a filmes és színházi élet – majd egyre inkább a televíziózás – szakmai lapjaként is kellett működnie, műbírálataival egyszerre szólnia a szakmához és a közönséghez, főképp színházi vonalon, mert noha zenei és filmes folyóiratok léteztek (Magyar Zene, Muzsika, Filmvilág, Filmkultúra), önálló színházi periodika nem volt (kifejezetten a képzőművészetet is csak egyetlen külön lap, a Művészet szolgálta.)

## Története

### Alapítása
A kéthetente megjelenő kulturális folyóirat az 1956 októberében megszűnt Színház és Mozi című hetilapot volt hivatva pótolni, kielégítendő a közönségigényt, amely az általa hagyott űr nyomán támadt. Első száma 1957. május 17-én jelent meg, a címlapon Tavaszi fény: bájos ifjú táncosnő virágba borult fák, bokrok között kecsesen spiccel a fűben. Első főszerkesztője Fejér István volt. A szerkesztőség a sajtóháznak is nevezett egykori New York kávéház épületében működött.
Az első számban hírek, fényképek, beszámolók voltak színházakról, előadásokról, filmekről, koncertekről, operabemutatókról; elragadtatott sorok Tolnay Kláriról (A kaméliás hölgy), régi emlékeket idéző dicshimnusz Páger Antalról (Földindulás), megrendült főhajtás a tizenhárom év után újra színpadra lépő Kiss Ferenc színészi nagysága előtt (Játék és valóság), Szabó Lőrinc múltidéző költeménye (A miskolci „deszkatemplomban”), sok-sok sztárfotó Cannes-ból: Maria Schell, Giulietta Masina, Elizabeth Taylor, Audrey Hepburn – és Törőcsik Mari.
Kiemelt hangsúlyt kapott Németh László írása: Levél Timár Józsefhez, a színészhez, aki az író drámai hősének, Széchenyi Istvánnak színpadi megformálására készült. Hibát, mulasztást megfricskázó glossza is akad a lapban: szerkesztőségi kérdésként merült fel például, vajon miért nem csak 16 éven felülieknek engedélyezett film a remek Bakaruhában (hat moziban megy azon a héten Budapesten!), hiszen annak „jelentős hányada Vilma ágyában játszódik”.
A laphoz 1971-től évkönyvet is kiadtak, szerkesztője Sas György volt. A Film Színház Muzsika sokáig kétszínnyomással (szépia tónussal, majd fekete-fehérben) jelent meg, csak 1977-től lett színes. Olvasóinak több mint fele (53%) a közép- és felsőfokú végzettségűek közül került ki. Noha a kor egyik legnépszerűbb, legolvasottabb folyóirata volt, amelyet külföldön is terjesztettek, kiadása veszteségesnek bizonyult. A veszteséget a nyereséges kiadványok, főleg a Sportfogadás bevételeiből pótolták.
A lap iránti kereslet – és ennek nyomán a példányszám – az 1978–87 közötti tíz év alatt egyharmadára esett vissza. 1982-ben Maszk és Toll című különkiadvánnyal jelent meg a lap. Utolsó száma 1990. október 6-án jelent meg. Megszűnését anyagi nehézségekkel indokolták.

### Újraindítási próbálkozások
A megszűnés után a lap szerkesztőgárdája létrehozta a Film Színház Muzsika Alapítványt, s különböző rendezvényekkel próbálta előteremteni az újraindításhoz szükséges pénzt. 1991-ben kétnapos színészkarnevált rendeztek a Terézvárosban, ahol a fellépő neves művészek az alapítvány javára ajánlották fel bevételüket. Az 1994-től „Csepürágó Fesztivál”-nak elnevezett és a Magyar Színész Kamara által továbbvitt rendezvény keretében még megjelent egy „karneváli” szám is. A rockoperásított Légy jó mindhalálig Arizona Színházban rendezett nyilvános főpróbájának bevételét is erre a célra ajánlották fel.
1993-ban „élő újságként” indítottak műsoros esteket a Fészek Klubban. A műsorvezető-szerkesztő az újság egykori főmunkatársa, Sas György volt. Az első „számban” a házigazda szerepére Baló Júlia, Jálics Kinga, Dalos László és Illés Jenő vállalkozott. Az est különlegességeként ismert művészek új tehetségeket mutattak be: Kútvölgyi Erzsébetet Murányi Tündét, Piros Ildikót, Rudolf Terézt, Tordy Gézát Teremi Beatrixot és Varga Klárát. A második „szám” rendezője Bilicsi Erzsébet volt; Andorai Péter, Gyimesi Pálma, Hegedűs D. Géza, Koltai Róbert, Mácsai Pál, Takács Katalin, Takács Mária, Tímár Éva és Ulbrich József mutattak be fiatal tehetségeket. 1994-ben Déryné virágai címmel gálaestet rendeztek az Operettszínházban.
1995-ben az alapítvány minden jogi feltétellel rendelkezett a lap Film Színház Muzsika Televízió címen történő újraindításához, de szükségük volt egy tőkeerős és megbízható vállalkozóra, ezért felhívást tettek közzé.

### A lap feltámadása
1996 januárjában Film Színház Muzsika Televízió címen a régi szerkesztőgárda zömével és az eredeti periodika szellemiségét folytatva újraindult a lap, amelynek kiadója az énekes Soltész Rezső, főszerkesztője Jálics Kinga lett. Az 56 oldalas, színes képesújság havonta jelent meg, ára 139 Ft volt. Az első számban Tolnay Klári kézzel írt beköszöntője ajánlotta az olvasók figyelmébe az új életre kelt lapot. Az újjáéledt FSzM azonban mindössze hat számot ért meg, mert a veszteségek miatt a szerkesztőség és a menedzsment között hamar megromlott a viszony. A kiadási joggal rendelkező Soltész, megválva a korábbi szerkesztőségtől, Fim Színház Muzsika Kultúra címmel folytatta a lap megjelentetését, amely ugyancsak hat számot ért meg, 1996. július–december között.

## Állandó rovatai
A lapnak több állandó rovata is volt, például:
- Zenei esték
- Filmkrónika
- Mi újság a ... Színházban?
- Válogatott jelenések
- Maszk és toll
- Rejtvény

## Főszerkesztők
- Fejér István (1957–58)
- Lenkei Lajos (1958–62)
- Hámori Ottó (1962–83)
- Sándor Iván (1983–84)
- Iszlai Zoltán (1984–90)

## A lap emlékezete

### Déryné-díj
A Film Színház Muzsika Alapítvány 1994-ben hozta létre a Déryné-díjat. Az alapítvány négy színésznőt és egy operaénekesnőt díjazott, akik öten kiválaszthattak egy férfi díjazottat. Az első évben Hofi Géza lett az. A díjazás menete később megváltozott, 1999-ben például csak ketten részesültek a díjban: Komlós Juci és Vass Éva; az akkori híradás szerint az alapítás óta eltelt hat évben 58 művésznő kapta meg.

### „Film Színház Muzsika” könyvsorozat
Az egykori folyóirat címe a névadója az MTI által megjelentetett könyvsorozatnak, amely a hazai művészvilág óriásainak állít emléket. Szerkesztője Keleti Éva volt. Az első kötet 2007-ben jelent meg.
- Darvas Iván (2007)
- Törőcsik Mari (2009)[27]
- Kállai Ferenc (2009)[28][29]

### Fenyő Miklós estje
Fenyő Miklós 2008-as szerzői estjének a Film Színház Muzsika címet adta, mivel Lolát hívta meg, aki a Made in Hungária című musicalfilmben játszott és Mészáros Árpád Zsoltot, aki a Made in Hungária című színdarabban szerepelt.

## Lásd még
- Magyarországi időszaki lapok listája